# SESI-SP (volleyboll)
SESI-SP (portugisiska: Serviço Social da Indústria-SP) är en volleybollklubb från São Paulo, Brasilien. Klubben grundades 2009. Den sköts av Serviço Social da Indústrias São Paulo (SP)-avdelning. 
Klubben har både herr- och damlag. Herrlaget har blivit brasilianska mästare en gång (2010/2011),  vunnit brasilianska cupen en gång (2018) och sydamerikanska mästerskapet en gång (2011). De kom fyra vid världsmästerskapet i volleyboll för klubblag 2011.
Damlaget har som bäst kommit tvåa vid brasilianska mästerskapen. Däremot vann de sydamerikanska mästerskapet 2014. De kom trea vid Världsmästerskapet i volleyboll för klubblag 2014. Damlaget har sedan säsongen 2018/2019 ett samarbete med AV Bauru med vilka de har ett gemensamt lag som spelar under namnet Sesi/Vôlei Bauru. 